# Újpalota megállóhely
Újpalota megállóhely egy vasúti megállóhely Budapesten a Körvasúton, a Csömöri úti felüljáró közelében. Az állomást a Magyar Államvasutak Zrt. (MÁV) üzemelteti.

## Története
2019 májusában a Keleti pályaudvaron zajló karbantartási munkálatok alatt egyes esztergomi személyvonatok a Körvasúton keresztül Rákos érintésével Pécelig hosszabbítva közlekedtek, pótolva a hatvani személyvonatok egy részét. A járatok kedvező kihasználtságára hivatkozva - az 1928-1945 között üzemelt hajdani Pestújhely megálló és az 1973-ban átadott Csömöri úti felüljáró között - 2020 tavaszára új megállóhelyet építettek Újpalota néven. A MÁV 2020. október 25-étől a Piliscsaba és Angyalföld között közlekedő személyvonatokat Rákosig hosszabbította, a megállóhely érintésével.

## Áthaladó vasútvonalak
- Kőbánya felső–Rákosrendező-vasútvonal (körvasút, 200)[3]

## Megközelítés budapesti tömegközlekedéssel
Molnár Viktor utca (350 m)
- Busz:  7, 7E, 8E, 108E, 133E, 277
- Éjszakai busz:  979

Pestújhelyi tér (320 m)
- Busz:  124

Öv utca, Telepes utca (350 m)
- Busz:  124, 125, 125B

## Forgalom
| Járat | Útvonal | Gyakoriság                                  |
| ----- | --- | ------------------------------------------- |
| S76   | Rákos – Újpalota – Angyalföld – Újpest – Aquincum – (Óbuda) – Aranyvölgy – (Üröm) – Solymár – Szélhegy – Vörösvárbánya – Pilisvörösvár – Szabadságliget – Klotildliget – Piliscsaba | Munkanapokon félóránként, hétvégén óránként |